# Frankie i Johnny (film 1966)
Frankie i Johnny – film muzyczny z 1966 roku. Główną rolę gra w nim Elvis Presley, który wciela się w rolę hazardzisty. Rolę Frankie zagrała Donna Douglas, gwiazda telewizyjnego serialu The Beverly Hillbillies.

## Fabuła
Johnny i jego dziewczyna Frankie są piosenkarzami na statku Mississippi, który jest pływającym kasynem. Johnny jest hazardzistą, w dodatku ostatnio ma pecha przez co popada   w długi.
Razem ze swoim przyjacielem Cullym, który jest muzykiem i kompozytorem, idzie odwiedzić obóz cyganów, by dowiedzieć się czy los w końcu się do niego uśmiechnie. Cyganka wróżąca z fusów mówi mu, że wkrótce spotka rudowłosą kobietę, która przyniesie mu szczęście.
Wracając z powrotem na statek, Johnny i Cully spotykają Nelly Bly, dziewczynę ich szefa –  Clinta Bradena. Ona nie ma jednak ochoty z nimi rozmawiać. Jest w szoku po tym, jak zobaczyła swojego chłopaka Braden, uwodzącego inną piosenkarkę ze statku, Mitzi. Ponieważ Bly ma rude włosy, Johnny namawia ją, by dotknęła jego żetonów na szczęście. Gdy udaje mu się wygrać jest przekonany, że cyganka miała rację.
Kiedy Frankie dowiaduje się o tym, staje się zazdrosna. Razem z Johnnym występują w musicalu, w którym Frankie strzela do Johnny’ego za to, że tańczy z Nelly Bly śpiewając nową piosenkę Cully’ego. Krytyk z Broadwayu jest zachwycony ich występem. Kupuje prawa do nowej piosenki i sugeruje im, że powinni pracować na Broadwayu.
Po dopłynięciu do Nowego Orleanu, artyści i załoga statku biorą udział w balu maskowym. Frankie, Nelly i Mitzi wkładają ten sam strój, Pani Pompadour.
Johnny chce wykorzystać szczęście rudowłosej Nelly, by wygrać więcej pieniędzy, czemu sprzeciwia się Frankie. Jednakże, będąc w identycznym przebraniu i masce, Frankie zamienia się miejscami z Nelly i zamiast niej idzie z Johnnym grać w ruletkę. Johnny wygrywa dziesięć tysięcy dolarów, ale kiedy całuje kobietę, którą bierze za Nelly, odkrywa, że tak naprawdę całuje swoją dziewczynę. Frankie jest tak wściekła, że wyrzuca dziesięć tysiąc dolarów za okno wprost na tłum ludzi.
Blackie, asystent Bradena, słysząc jego pijackie narzekania, że przez Johnny’ego stracił Bly, postanawia podmienić naboje w pistolecie Frankie na prawdziwe. Kiedy Braden się o tym dowiaduje próbuje zapobiec tragedii, ale przybywa do teatru za późno. Frankie w tym samym momencie strzela do Johnny’ego. Myśląc, że go zabiła przebacza mu wszystko. Wtedy Johnny wstaje zdrów i cały. Okazuje się, że kula trafiła w jego szczęśliwy medalion, który dała mu Frankie.

## Obsada
- Elvis Presley jako Johnny
- Donna Douglas jako Frankie
- Harry Morgan jako Cully
- Sue Ane Langdon jako Mitzi
- Nancy Kovack jako Nellie Bly
- Audrey Christie jako Peg
- Anthony Eisley jako Clint Braden
- Robert Strauss jako Blackie
- Joyce Jameson jako Abigail